# Berillium-hidroxid
A berillium-hidroxid egy kémiai vegyület, képlete Be(OH)2.

## Előállítása
Oldatból kicsapással lehet előállítani ammónia vagy fém-hidroxid hozzáadásával:
{\displaystyle \mathrm {Be^{2+}\ +\ 2\ OH^{-}\longrightarrow Be(OH)_{2}} }
Elő lehet állítani telített nátrium-tetrahidroxidberilát oldat hűtésével is.
Az iparban a berill és bertrandit ércekből nyerik ki, a berilliumkinyerés melléktermékeként.

## Tulajdonságai
Színtelen gél, gyakorlatilag oldhatatlan vízben, 400 °C fölé hevítve berillium-oxidra bomlik:
Be(OH)2 → BeO + H2O
α- és β-berillium kristályszerkezete létezik. Oldódik savakban [Be(H2O)4]2+ iont képezve, és oldódik lúgokban [Be(OH)4] iont képezve. A berillium-hidroxid az egyetlen amfoter alkáliföldfém-hidroxid.
Rombos kristályszerkezete van. A berilliumionokat négy hidroxidion veszi körül, kissé torz tetraédert képezve. A hidroxidionok között hidrogénkötések vannak.
Ha lúgot adunk berillium sóoldatokhoz, akkor α-kristályszerkezetű berillium-hidroxid (gél) képződik. Ha ezt állni hagyják, akkor β-kristályszerkezetű csapadékot képez, aminek olyan a kristályszerkezete, mint a cink-hidroxidnak Zn(OH)2.
Kénsavval reagálva berillium-szulfát keletkezik belőle:
Be(OH)2 + H2SO4 → BeSO4 + 2H2O

## Fordítás
Ez a szócikk részben vagy egészben  a   Berylliumhydroxid című német Wikipédia-szócikk fordításán alapul.  Az eredeti cikk szerkesztőit annak laptörténete sorolja fel. Ez a jelzés csupán a megfogalmazás eredetét és a szerzői jogokat jelzi, nem szolgál a cikkben szereplő információk forrásmegjelöléseként.
Ez a szócikk részben vagy egészben  a   Beryllium hydroxide című angol Wikipédia-szócikk fordításán alapul.  Az eredeti cikk szerkesztőit annak laptörténete sorolja fel. Ez a jelzés csupán a megfogalmazás eredetét és a szerzői jogokat jelzi, nem szolgál a cikkben szereplő információk forrásmegjelöléseként.